# 库兹马·尼古拉耶维奇·杰列维扬科
库兹马·尼古拉耶维奇·杰列维扬科（烏克蘭語：Кузьма Миколайович Дерев'янко，羅馬化：Kuzma Nikolayevich Derevyanko；1904年11月14日—1954年12月30日），烏克蘭人，蘇聯陸軍中將，曾出席在密蘇里號戰艦上舉行的日本投降儀式，並代表蘇聯簽署《降伏文書》。

## 生平
杰列维扬科在1904年11月14日出生於俄羅斯帝國基輔省（今烏克蘭）烏曼斯基縣的科塞尼夫卡。他（當時是第35集團軍參謀長）作為蘇聯代表參加簽署書面協定的儀式，該儀式確立了結束太平洋戰爭並隨之結束第二次世界大戰的停戰協定。蘇聯代表團在停泊在東京灣的密蘇里號戰艦上與其他同盟國代表會合。等待的盟軍一起向最後到達的日本天皇的代表和日本皇軍的代表默默致意。當麥克阿瑟將軍走到一個麥克風前時，儀式便開始，23分鐘的投降儀式向全世界廣播。杰列维扬科於1945年9月2日上午9時17分整在東京灣簽署日本投降書《降伏文書》。在美國占領日本期間，他曾在麥克阿瑟的總部擔任蘇聯代表。
杰列维扬科於1954年12月30日去世，並被埋葬在新聖女公墓。2007年，他被追授為烏克蘭英雄。

## 榮譽
杰列维扬科曾被授予：
- 烏克蘭英雄
- 兩枚列寧勳章
- 兩枚紅旗勳章
- 一級蘇沃洛夫勳章
- 一級庫圖佐夫勳章
- 波格丹·赫梅利尼茨基勳章
- 紅星勳章
- 1941－1945年偉大衛國戰爭戰勝德國獎章
- 戰勝日本獎章
- 攻克布達佩斯獎章
- 攻克維也納獎章
- 紅軍建軍二十週年獎章
- 蘇維埃陸軍海軍三十週年獎章

## 延伸閱讀
- Mooney, James L. (1976). Dictionary of American Naval Fighting Ships. Washington, D.C.: United States Navy.